# Septèmes-les-Vallons
Septèmes-les-Vallons – miejscowość i gmina we Francji, w regionie Prowansja-Alpy-Lazurowe Wybrzeże, w departamencie Delta Rodanu.
Według danych na rok 1990 gminę zamieszkiwało 10 415 osób, a gęstość zaludnienia wynosiła 584 osoby/km² (wśród 963 gmin regionu Prowansja-Alpy-W. Lazurowe Septèmes-les-Vallons plasuje się na 66. miejscu pod względem liczby ludności, natomiast pod względem powierzchni na miejscu 540.).